# Kapuzinerkloster Aachen
Das Kapuzinerkloster Aachen war die Niederlassung des Kapuzinerordens in Aachen. Das Kloster wurde 1614 auf dem Areal des heutigen Theaters Aachen, damals am „Zimmergraben“, gegründet und 1802 sakulärisiert sowie 1817 abgerissen.

## Geschichte
Anfangs befand sich auf zuvor benannten Areal das Tertiarierkloster der Webbegarden, die ihren Unterhalt mit der Leinenweberei verdienten, wobei ihnen insgesamt zwölf Webstühle zur Verfügung gestanden hatten. Dieses alte Tertiarierkloster auf dem Zimmergraben, benannt nach den hier befindlichen Werkstätten der Zimmerleute, befand sich in unmittelbarer Nachbarschaft des Klosters der Christenserinnen, mit dem es eine gemeinsame Mauer hatte. Aus Geld- und Personalmangel wurde es im Jahr 1591 in die Aachener Niederlassung der Deutschordenskommende St. Aegidius eingegliedert, die es ihrerseits zunächst der Jesuiten-Kommunität Aachen schenken wollte. Nachdem diese jedoch wegen der auf dem Kloster lastenden Schuldenlast ablehnte, erhielten die Kapuziner auf Empfehlung des Landkomturs Edmond Huyn van Amstenraedt der Ballei Biesen und mit Genehmigung des Stadtrates im Jahr 1614 das Kloster inklusive sieben weiterer kleinerer Häuser, woraufhin die Straße in „Kapuzinergraben“ umbenannt wurde. Weitere dreizehn alte Häuser in der Nachbarschaft wurden ebenfalls von dem Landkomtur erworben, die er anschließend abtragen ließ, um das nun freie Areal den Kapuzinern für Klosteranbauten und einen neu zu gestaltenden Klostergarten zur Verfügung zu stellen. Der recht große und wasserreiche Garten zwischen der dreiflügeligen Klosteranlage war mit einer hohen Mauer und einer noch höheren Buchenhecke umgeben und im Innern mit zahlreichen Fruchtbäumen ausgestattet. Zentrum des Gartens war ein Fischteich mit einem Springbrunnen, dessen Wasser aus der Aachener Heide durch Röhren hergeleitet wurde. In diesem Teich befand sich mittig eine kleine Insel, auf der eine kleine Kapelle errichtet wurde, die dem Rochus von Montpellier geweiht worden war. An den innenseitigen Mauern des Klosters zum Garten hin verlief unter einem Arkadengang der Kreuzweg.
Ein Jahr nach der Übernahme durch die Kapuziner wurde am 23. April 1615 der Grundstein für die neue Klosterkirche gelegt, und zwar dort, wo zuvor die Servatiuskapelle gestanden hatte. Seit 1318 waren in dieser Kapelle Ablässe verliehen worden und die Leinenweber-Zunft, welche den heiligen Bischof Servatius von Tongern zu ihrem Schutzheiligen erklärt hatte, hielt dort seit dem ihre kirchlichen Feste ab. Die neue Kirche der Kapuziner wurde schließlich im Jahr 1618 fertig gestellt und am 27. Mai des Jahres von dem Weihbischof des Bistums Lüttich, Stephan Streccius, geweiht. Später wurde hier an Sonn- und Feiertagen der Religionsunterricht für die Kinder aus der Nachbarschaft eingeführt.
Kloster und Kirche waren jedoch von derart schlechter Bauqualität, dass bereits im Jahr 1633 erste größere Sanierungsarbeiten vorgenommen werden mussten. Da bei dem großen Stadtbrand von Aachen das Kapuzinerkloster von den Flammen aber weitestgehend verschont geblieben war, wurden in der Rochuskapelle Reliquien aus der Münsterkirche sowie Teile des Archivs von St. Foillan eingelagert und im Konventsgebäude vorübergehend die Sitzungen des Stadtrates abgehalten.
Zu Beginn des 18. Jahrhunderts entschieden sich die Kapuziner für eine Neugestaltung ihrer Kirche, die nach Plänen des Aachener Stadtbaumeisters Laurenz Mefferdatis im Jahr 1705 umgesetzt wurde. Im dortigen Hochaltar wurde ein Originalgemälde von Peter Paul Rubens eingebaut, das im Jahr 1621 ein gewisser Anton Damizaga dem Landkomtur der Deutschordenballei geschenkt hatte. Im Jahr 1774 wurden den Kapuzinern 206 Louis d’or einschließlich der Anfertigung einer guten Kopie für den Ankauf dieses Gemäldes geboten, der jedoch nicht zustande kam. Das Bild verblieb im Hochaltar und wurde aber aus „ästhetischen“ Gründen von einem Klosterwächter bearbeitet, der die allzu nackte Brust der Mutter Gottes mit Farben bedecken ließ. Mit der Übernahme der Franzosen wurde das Gemälde nach Paris verschleppt und befindet sich seit 1802 im Musée des beaux-arts de Rouen.
Nach der Säkularisierung des Klosters im Jahr 1802 planten die Franzosen, auf dem Areal ein Thermalbad einzurichten, in dem sie das Wasser aus Burtscheid einleiten wollten, wozu es jedoch nie kam. Stattdessen ließ die ab 1815 regierende preußische Verwaltung Aachens die gesamte Klosteranlage im Jahr 1817 abreißen und richtete dort zunächst einen Bleichplatz für benachbarte Tuchfabriken ein, bevor sie das Gelände für den Bau des neuen Stadttheaters freigab.

## Archäologische Funde
Im Rahmen von Umgestaltungsarbeiten im Bereich des Theaterplatzes wurden im Februar 2025 Überreste des mittelalterlichen Klosters entdeckt. Dabei wurden unter anderem Skelettreste und beeindruckende Reste einer alten Bruchsteinmauer sowie Plattenböden des Klosterbaus freigelegt. Es wird damit gerechnet, bei den Bauarbeiten auf weitere Funde aus der Zeit des Klosters zu stoßen. Der Skelettfund weist auf Bestattungen auf dem Klosterareal hin, die sich mit einer Urkunde von 1315 decken, in der bereits die Anlage eines Klosterfriedhofs genehmigt wurde.